# 网鱼网咖

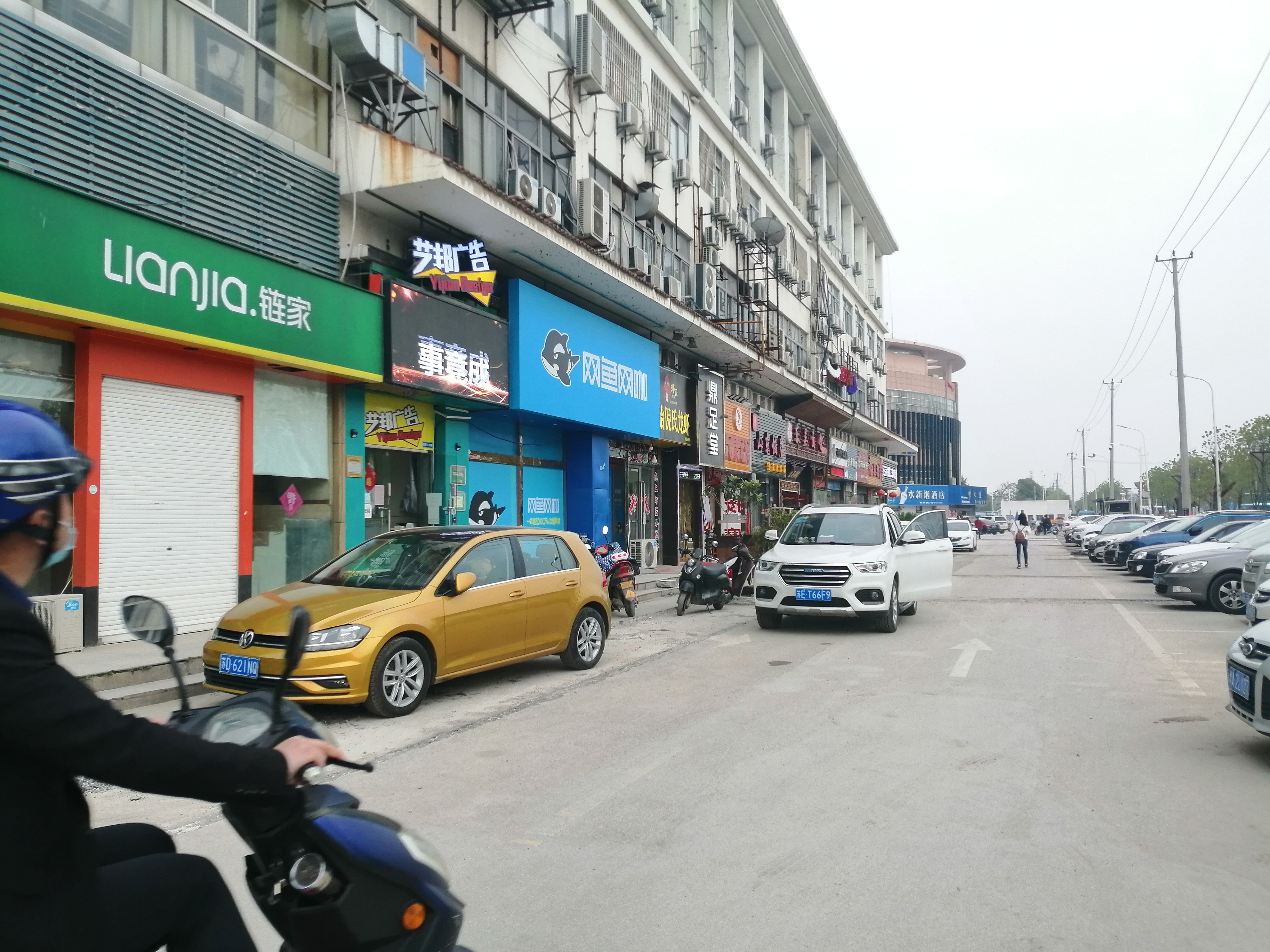
位于江苏省苏州市的一家网鱼网咖

网鱼网咖是中華人民共和國一家連鎖網吧。它是中華人民共和國首家具有连锁网吧经营资质的網吧。网鱼网咖除了提供可上網的電腦以外，还提供咖啡和食品等服务。網魚網咖後來又開設另一品牌網吧凤蝶网咖以及電競場所网鱼电竞馆。

## 歷史
1998年10月10日，黃鋒在上海松江區開設第一家網吧封雨店。黃鋒開設的網吧曾用名網魚網絡。在網吧售賣咖啡後，2009年黃鋒將名稱更名為網魚網咖。
2013年起，网鱼網咖由直营模式转变为加盟模式。
2014年11月，联众以3500万元收购運營網魚網咖的相關公司上海网鱼网络发展有限公司及上海网鱼信息科技有限公司各10%股权。
2015年9月，王思聰参与网鱼网咖的B轮融资，成為网鱼网咖第三大股东，持股比例为8.59%。
2016年1月，中華人民共和國文化部下属的中国互联网上网服务营业场所行业协会公布第一批A级上网服务营业场所，143家网鱼网咖門店上榜。
2016年7月，顺网科技以4000万元購買上海网鱼信息科技有限公司4%的股权。
2019年，網魚網咖在全球有1000多家门店，员工数量达到6000人，客流量超过4000万，营业额达到15亿元人民幣。

## 外部鏈接
- 官方网站